# Calothamnus superbus
Calothamnus superbus är en myrtenväxtart som beskrevs av Trevor J. Hawkeswood och Mollemans. Calothamnus superbus ingår i släktet Calothamnus och familjen myrtenväxter. Inga underarter finns listade i Catalogue of Life.